# Comando Militar da Amazônia
O Comando Militar da Amazônia (CMA) é um dos Comandos Militares do Brasil com sede na cidade de Manaus (AM). É o comando de área que compreende os estados de Acre, Amazonas, Rondônia e Roraima, e envolve a 12ª Região Militar. Possui em sua estrutura organizacional, unidades reconhecidas como as melhores unidades de combate na selva do mundo, formada por índios da região amazônica e por militares oriundos de outras regiões, profissionais especialistas em guerra na selva pelo Centro de Instrução de Guerra na Selva, também subordinado à sua estrutura.

## História
A Amazônia Brasileira compreende vastíssima extensão de terras e a maior bacia hidrográfica do mundo - a bacia do Amazonas. Além da Região Norte, dela fazem parte os estados do Mato Grosso e fração do Estado do Maranhão. É o que chamamos de Amazônia Legal. o Capitão do Exército Português Pedro Teixeira, desbravador e explorador, foi o responsável, há mais de três séculos, pelo início da posse da Amazônia para Portugal. Deve-se a ele a exploração de mais de 10 000 km² de rios e trilhas, em toda a bacia Amazônica, partindo de Belém do Pará e chegando até Quito, no Equador.
O Brigadeiro de Infantaria de Marinha Manuel da Gama Lobo de Almada revelou-se, quando Capitão-general (Governador) da Capitania de São José do Rio Negro, o maior e melhor administrador da Amazônia Ocidental, conforme afirmado por Jaime Cortesão, Mario Ypiranga Monteiro e Arthur Cézar Ferreira Reis,"um dos mais ilustres oficiais portugueses mandados ao continente americano, o maior administrador do Amazonas no Período Colonial e, sem dúvida, o maior servidor de Portugal na Amazônia". Enquanto Pedro Teixeira incorporava todo o vale do Solimões/Amazonas ao Reino de Portugal, Lobo de Almada planejava e executava a mudança da sede da capitania de Barcelos (Mariuá) para a Vila da Barra (Manaos/Manaus), por acreditar firmemente que nessa nova localidade, encontro das águas entre os dois maiores cursos d'água da região, teria melhores condições de barrar qualquer ameaça espanhola, quer vinda do Caribe via rio Orinoco-canal de Cassiquiare-rio Negro quer acessada pelo próprio Solimões/Amazonas. Sua primeira atitude ao chegar à Vila da Barra foi iniciar a construção na Ilha de São Vicente do prédio, que funcionava em Barcelos, destinado ao Real Hospital Militar da Capitania de São José do Rio Negro, hoje ocupado pelo Comando do 9º Distrito Naval.
Em 25 de novembro de 1788 foi nomeado para substituir João Pereira Caldas como Encarregado da Demarcação das Fronteiras. Nessa situação decidiu dar fim aos abusos do Comissário Espanhol Francisco Requena que há anos residia na vila nomeada de Tefé pela Partida (Representação) castelhana e da Ega pela Partida portuguesa. Sabia que expulsá-lo significaria reação de Requena ao regressar ao território espanhol. Para impedir essa retaliação Lobo de Almada determinou aos Representantes Portugueses que mudassem a sede de seus trabalhos para Tabatinga e impedissem o regresso dos vizinhos a Ega (Tefé). Com essa decisão de alto risco, da sua exclusiva iniciativa, deu ao Brasil a imensa faixa territorial de vai da hoje cidade de Tefé até a cidade de Tabatinga.
A Capitania de São José do Rio Negro tinha como limites: Ao norte - Cucui no rio Negro, ao Sul - Borba no rio Madeira, a Leste - Ilha de Tupinambarana (Parintins)  e a Oeste - Tefé/Ega, que foram percorridos por Lobo de Almada em canoão escavado em tronco e usando como remadores 14 índios Mundurucus, cuja tribo tinha orgulho de ter pacificado e a colocara como sua grande aliada.

A presença militar nessa região vem do início do século XVII, quando os portugueses em 1616 efetivamente passaram a desbravá-la e a consolidar sua posse.

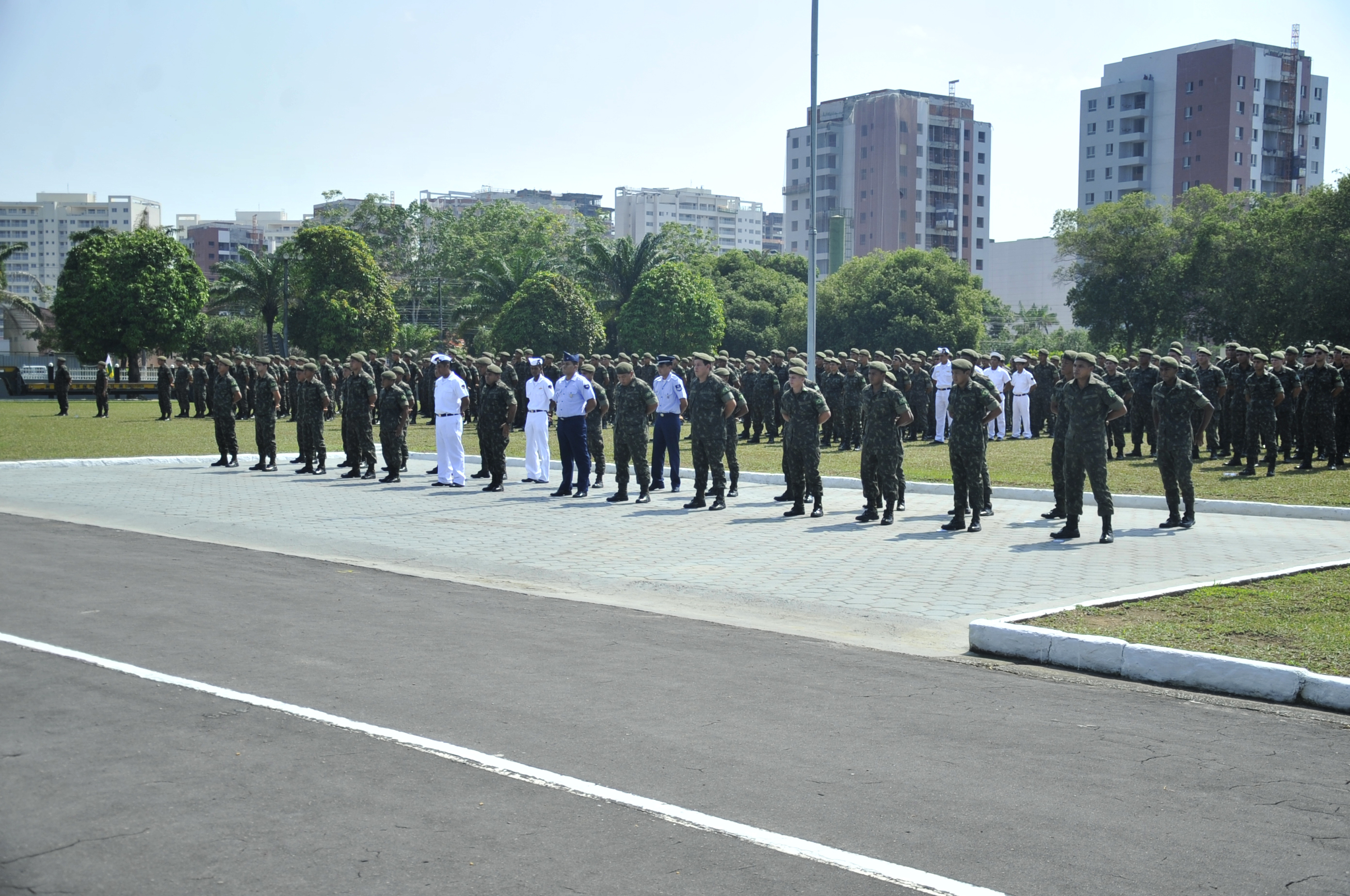
Formatura do Projeto Soldado Cidadão em dezembro de 2014.

O Comando Militar da Amazônia (CMA) foi criado em Belém em 27 de Outubro de 1956. Acumulou o comando com a 8ª Região Militar, esta responsável pela Amazônia Legal desde 1821, quando ainda Governo das Armas do Grão-Pará, em Belém, porta de entrada para a conquista da Amazônia. O CMA sob comando do General Rodrigo Octávio Jordão Ramos mudou sua sede para Manaus em 1969, quando passou a acumular o comando com a recém-criada 12ª RM na capital do Amazonas, ao mesmo tempo em que se separava da 8ª RM, que passava a ser OM subordinada. Em 1982 os Comandos do CMA e 12ª RM foram separados, passando as 8ª e 12ª RM a situação de subordinadas ao CMA.
Em 11 de Julho de 2013: O Decreto nº 8.053 criou o Comando Militar do Norte-CMN com sede em Belém/PA, recebendo do CMA todas as Organizações Militares situadas nos Estados do Pará e Amapá, com exceção do 8º BEC, que permaneceu subordinado ao CMA. Separado da área do Comando Militar da Amazônia-CMA, recebeu a responsabilidade de segurança estratégica sobre a banda oriental da Amazônia Legal, acrescida de parte dos Estados do Tocantins e Maranhão.
Com o passar dos anos, o CMA cresceu de importância no cenário nacional e, hoje, engloba organizações militares de todas as armas e todos os serviços, participando do processo de consolidação da defesa do território nacional, haja vista guarnecer mais de 9 mil km de fronteiras com sete países sul-americanos, fator que impõe ao CMA preocupação constante com o adestramento e preparo de seu contingente.

## Organização
O CMA está organizado com quatro brigadas de infantaria de selva. Além dessas grandes unidades operacionais dispõe, ainda, da 12ª Região Militar,  em Manaus - AM, que é o grande comando logístico-administrativo, além do 2º Grupamento de Engenharia, grande Comando encarregado da construção de aquartelamentos e suas infraestruturas e, principalmente, construção e manutenção de estradas.

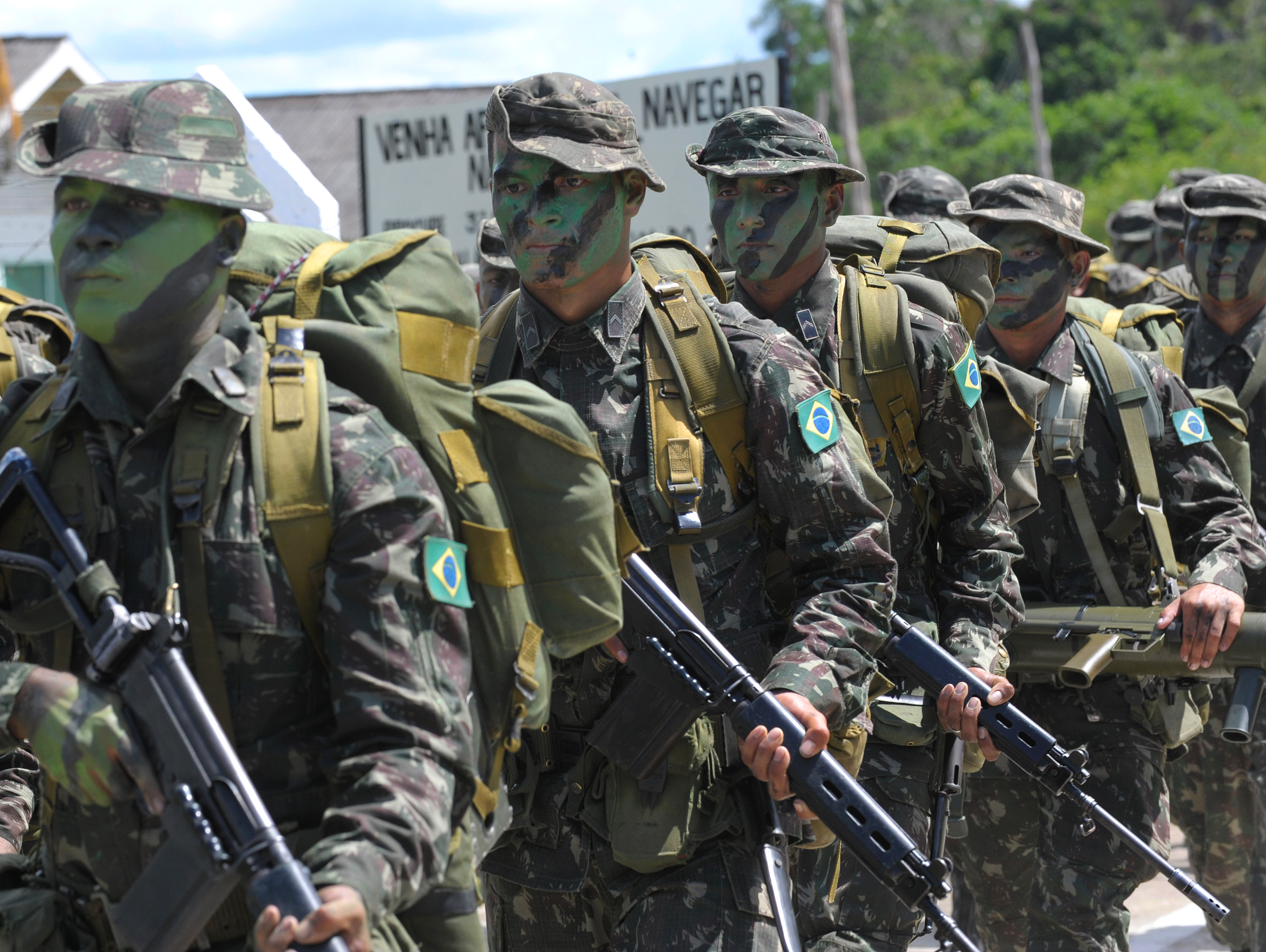
Guerreiros de selva em desfile militar no 2º Pelotão Especial de Fronteira - Ipiranga.

Conta, também, com organizações militares diretamente subordinadas que completam os meios necessários para o apoio ao Comando. Pode operar em conjunto com a Marinha, por meio do Comando do 9º Distrito Naval, e com a Força Aérea, por intermédio do VII Comando Aéreo Regional, ambos sediados em Manaus/AM. Com esses meios, o CMA pode projetar o poder militar em toda a área amazônica, em curtíssimo espaço de tempo, e sustentar o apoio logístico a grandes distâncias.
O CMA é, na região amazônica, o mais importante vetor de colonização, ocupação dos grandes espaços e vazios demográficos ainda existentes. Cumprindo seu papel social, coopera na modernização e no progresso de todas as comunidades da área, não só com componente militar, mas, também, na saúde, educação, nos estudos e nas pesquisas científicas e em muitos outros campos. Presta inestimável ajuda às populações indígenas ribeirinhas, principalmente pelo atendimento médico nos hospitais militares. É importante coadjuvante no Projeto Calha Norte de revitalização e vivificação da fronteira e desfruta excelentes relações com as Forças Armadas dos países lindeiros.
Em março de 2013, foi aprovada a sua divisão, com a criação do Comando Militar do Norte, sediado em Belém. Hoje, o Comando Militar da Amazônia enquadra um efetivo aproximado de 17 mil homens, numa área de responsabilidade que se estende pela Amazônia Ocidental compreendendo os Estados do Acre, Amazonas, de Rondônia e Roraima.

## Organizações Militares
Comando Militar da Amazônia - Manaus - AM
- Comando do Comando Militar da Amazônia -  Manaus - AM
- Companhia de Comando do Comando Militar da Amazônia -  Manaus - AM
- Núcleo da Base Administrativa do Comando do Comando Militar da Amazônia - Manaus - AM
- 1º Batalhão de Comunicações e Guerra Eletrônica de Selva -  Manaus - AM
- 7º Batalhão de Polícia do Exército -  Manaus - AM
- 4º Centro de Geoinformação -  Manaus - AM
- 4º Batalhão de Aviação do Exército -  Manaus - AM
- 4º Centro de Telemática de Área -  Manaus - AM
- 12º Centro de Gestão, Contabilidade e Finanças do Exército -  Manaus - AM
- Colégio Militar de Manaus -  Manaus - AM
- 3ª Companhia de Forças Especiais -  Manaus - AM
- Núcleo do 4º Batalhão de Inteligência -  Manaus - AM

#### 12ª Região Militar -Manaus- AM
- Comando da 12ª Região Militar -  Manaus - AM
- Companhia de Comando da 12ª Região Militar -  Manaus - AM
- Núcleo da Base Administrativa do Comando da 12ª Região Militar -  Manaus - AM
- Centro de Embarcações do Comando Militar da Amazônia -  Manaus - AM
- 12º Batalhão de Suprimentos -  Manaus - AM
- Parque Regional de Manutenção da 12ª Região Militar -  Manaus - AM
- Hospital Militar de Área de Manaus -  Manaus - AM
- Centro de Formação de Reservistas -  Manaus - AM
- Centro de Adestramento Amazônia -  Manaus - AM
- Núcleo da Prefeitura Militar da 12ª Região Militar -  Manaus - AM
- Centro de Formação de Condutores do Comando Militar da Amazônia -  Manaus - AM
- Hospital de Guarnição de Porto Velho - Porto Velho - RO
- Hospital de Guarnição de São Gabriel da Cachoeira - São Gabriel da Cachoeira - AM
- Hospital de Guarnição de Tabatinga - Tabatinga - AM

#### 1ª Brigada de Infantaria de Selva -Boa Vista- RR
- Comando da 1ª Brigada de Infantaria de Selva - Boa Vista - RR
- Companhia de Comando da 1ª Brigada de Infantaria de Selva -  Boa Vista - RR
- 1º Batalhão de Infantaria de Selva (Aeromóvel) - Manaus - AM
- Comando de Fronteira Roraima/ 7º Batalhão de Infantaria de Selva - Boa Vista - RR
- 10º Grupo de Artilharia de Campanha de Selva - Boa Vista - RR
- 1º Batalhão Logístico de Selva - Boa Vista - RR
- 18º Regimento de Cavalaria Mecanizada - Boa Vista - RR
- 32º Pelotão de Polícia do Exército - Boa Vista - RR
- 1º Pelotão de Comunicações de Selva - Boa Vista - RR

#### 2ª Brigada de Infantaria de Selva -São Gabriel da Cachoeira- AM
- Comando da 2ª Brigada de Infantaria de Selva - São Gabriel da Cachoeira - AM
- Companhia de Comando da 2ª Brigada de Infantaria de Selva - São Gabriel da Cachoeira - AM
- 3º Batalhão de Infantaria de Selva - Barcelos - AM
- Comando de Fronteira Rio Negro/ 5º Batalhão de Infantaria de Selva - São Gabriel da Cachoeira - AM
- 2º Batalhão Logístico de Selva - São Gabriel da Cachoeira - AM
- 22º Pelotão de Polícia do Exército - São Gabriel da Cachoeira - AM
- 2º Pelotão de Comunicações de Selva - São Gabriel da Cachoeira - AM

#### 16ª Brigada de Infantaria de Selva -Tefé- AM
- Comando da 16ª Brigada de Infantaria de Selva - Tefé - AM
- Companhia de Comando da 16ª Brigada de Infantaria de Selva - Tefé - AM
- Comando de Fronteira Solimões/ 8º Batalhão de Infantaria de Selva - Tabatinga - AM
- 17º Batalhão de Infantaria de Selva - Tefé - AM
- 16ª Base Logística - Tefé - AM
- 34º Pelotão de Polícia do Exército - Tefé - AM
- 16º Pelotão de Comunicação de Selva - Tefé - AM

#### 17ª Brigada de Infantaria de Selva -Porto Velho- RO
- Comando da 17ª Brigada de Infantaria de Selva - Porto Velho - RO
- Companhia de Comando da 17ª Brigada de Infantaria de Selva - Porto Velho - RO
- Comando de Fronteira Acre/ 4º Batalhão de Infantaria de Selva - Rio Branco - AC
- Comando de Fronteira Rondônia/ 6º Batalhão de Infantaria de Selva - Guajará-Mirim - RO
- 54º Batalhão de Infantaria de Selva - Humaitá - AM
- Comando de Fronteira Juruá/ 61º Batalhão de Infantaria de Selva - Cruzeiro do Sul - AC
- 17º Batalhão Logístico de Selva - Porto Velho - RO
- 17ª Companhia de Infantaria de Selva - Porto Velho - RO
- 17º Pelotão de Polícia do Exército - Porto Velho - RO
- 17º Pelotão de Comunicação de Selva - Porto Velho - RO

#### 2º Grupamento de Engenharia -Manaus- AM
- Comando do 2º Grupamento de Engenharia - Manaus - AM
- Companhia de Comando do 2º Grupamento de Engenharia - Manaus - AM
- Comissão Regional de Obras da 12ª Região Militar - Manaus - AM
- 5º Batalhão de Engenharia de Construção - Porto Velho - RO
- 6º Batalhão de Engenharia de Construção - Boa Vista - RR
- 7º Batalhão de Engenharia de Construção - Rio Branco - AC
- 8º Batalhão de Engenharia de Construção - Santarém - PA
- 21ª Companhia de Engenharia de Construção - São Gabriel da Cachoeira - AM